# هارالد والاش

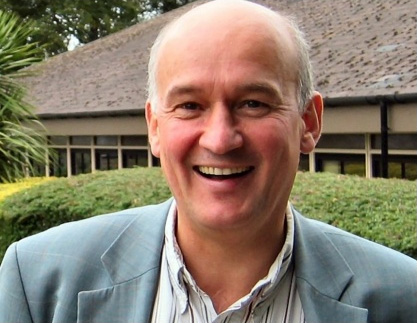
هارالد والاش عام 2012

هارالد والاش (مواليد 1957) هو أخصائي ألماني في علم النفس الغيبي (باراسايكولوجي) وداعي إلى الـطب البديل.

## خلفية
ولد والاش عام 1957. حصل على شهادة في علم النفس من جامعة فرايبورغ عام 1948، وحصل على دكتوارة في علم النفس السريري من جامعة بازل عام 1991، ودكتوراة في تاريخ العلوم من جامعة فيينا عام 1995. في عام 1998، حصل على التأهيل في علم النفس من جامعة فرايبورغ. وانتسب لفترة إلى معهد سامويلي قبل إغلاقه في عام 2017.
عمل لفترة في جامعة نورثامبتون، ثم مديراً لمعهد دراسات الصحة عبر الثقافات في الجامعة الأوروبية فيادرينا، حيث قاد دورة تدريبية للأطباء في الطب التكميلي والعلوم الثقافية. في عام 2012، استنتجت لجنة ولاية براندنبورغ لمراجعة الجامعات إلى أن معهد والاش لا ينبغي أن يستمر داخل الجامعة.
في عام 2017، كان أستاذاً مشاركًا بدوام جزئي في جامعة بوزنان للعلوم الطبية، وقد كان يدرس اليقظة الذهنية لطلاب الطب الدوليين. في يوليو 2021، قطعت الجامعة العلاقات مع والاش، ردا على ورقة نشرها في اللقاحات، ذكر فيها أن أعمال والاش «استخدم بيانات مضللة للتوصل إلى استنتاجات خاطئة يمكن أن تؤدي إلى ضرر عام».

## الأنشطة البحثية والمهنية
اجرى والاش دراسات لفحص عناصر الطب التكميلي والطب البديل، وطور قائمة حصر اليقظة في فرايبورغ. كان محررا لسلسلة مقالات عن علم الأعصاب، الوعي، الروحانية، حتى عام 2021 كان رئيسًا لتحرير مجلة كارجر للبحث في الطب التكميلي.
في عام 2017، بدأ مركز معهد الحلول الصحية نشر كتاباته الخاصة، بما في ذلك هجاء فايروس كورونا (كوفيد-19) وإنكار. [بحاجة لتوضيح]

### جدال
دعا والاش لمراجعة مفهوم طب مسند بالدليل، وتعزيز البدائل الشاملة والمعالجة المثلية في منشوراته.
وابتداء من عام 2001، إلى جانب الفيزيائيين النظريين هارتمان رومر وهارالد أتمانسباشر، وضع والاش نموذجا «لنظرية الكم الضعيفة» أو «التشابك المعمم» الذي حاول تفسير الظواهر الشاذة، مثل آثار العلاج غير المحددة والظواهر التخاطرية. ولم يؤخذ هذا الأمر على محمل الجد من قبل علماء الفيزياء الآخرين، وتمت الإشارة إليه بشكل رئيسي في مجالات الطب المثلي ودراسات الوعي.
في عام 2012، حصل والاش على الجائزة السلبية «غولدينس بريت» من المتشككين النمساويين، وهي جائزة سنوية عن «الإزعاج العلمي الزائف الأكثر إثارة للدهشة» من العام. وقد مُنحت الجائزة جزئياً لأطروحة الماجستير حول مرآة كوزيريف التي أجريت تحت إشرافه، والتي اعتبرت على نطاق واسع غير علمية.
والاش يُعتبر عضواً في المجلس الاستشاري العلمي لمدونة تدعى "CAM-Media Watch"، والتي تديرها شركة الطب البديل هيل. تصف المدونة نفسها بأنها «طبيب دوران» لتعزيز الطب التكميلي والبديل (CAM). في عام 2012، ذُكر أن المدونة قد دُفعت لتشويه اسم إدزارد إرنست، وهو عالم ينتقد المعالجة المثلية.

### الأوراق المسحوبة
في يونيو 2021، نشر والاش ورقتين رفيعتي المستوى تحتويان على أبحاث تتعلق بـجائحة فيروس كورونا (كوفيد-19)، واحدة تبالغ في مخاطر التطعيم، والأخرى تستنتج أن الأطفال يجب ألا يرتدوا الأقنعة. سحبت كلتا الورقتين في الشهر التالي.
سُحبت الورقة الأولى، المنشورة في اللقاحات، في غضون أسبوع بسبب «تحريف جهود اللقاح ضد فيروس كورونا وتحريف البيانات»، و «العديد من الأخطاء التي تؤثر بشكل أساسي على تفسير النتائج»، و «استنتاجات خاطئة ومشوهة». استقال خمسة من أعضاء هيئة تحرير اللقاحات عند نشر المقال، معتبرين أنها «غير مسؤولة بشكل صارخ».
ونشرت الورقة الثانية في جاما لطب الأطفال، إلى النقد الفوري. تم تمويل هذه الدراسة من قبل منظمة (MWGFD) التي تأسست لمكافحة بروتوكولات الوباء الحكومية، وهي معروفة في ألمانيا للترويج لنظريات مؤامرة فيروس كورونا (كوفيد-19) وتوزيع النشرات المضادة للقاحات. سحبت المجلة الورقة بعد 12 يومًا، بعد أن لم يقدم المؤلفون أدلة مقنعة بما فيه الكفاية لحل المشكلات العلمية التي أثيرت حول الدراسة.
في بيان صحفي، انشقت جامعة بوزنان للعلوم الطبية عن والاش وأكدت أن دراسته للقاح «استخدمت البيانات بشكل مضلل لإصدار استنتاجات خاطئة وقد تؤدي إلى ضرر عام».